# Hulda Thorsteinsdóttir
Hulda Thorsteinsdóttir (ur. 10 czerwca 1991) – islandzka lekkoatletka, tyczkarka.

## Osiągnięcia
- 3. miejsce podczas III ligi drużynowych mistrzostw Europy (Sarajewo 2009)
- 19. lokata w eliminacjach mistrzostw Europy juniorów (Nowy Sad 2009)
- 3. miejsce podczas III liga drużynowych mistrzostw Europy (Marsa 2010)
- 9. lokata na mistrzostwach świata juniorów (Moncton 2010)
- złoty medal mistrzostw krajów nordyckich juniorów (Akureyri 2010)
- wielokrotna mistrzyni kraju

## Rekordy życiowe
- skok o tyczce (stadion) – 4,34 (2015)
- skok o tyczce (hala) – 4,30 (2015)